# Schismatoglottis platystigma
Schismatoglottis platystigma är en kallaväxtart som beskrevs av Mitsuru Hotta. Schismatoglottis platystigma ingår i släktet Schismatoglottis och familjen kallaväxter. Inga underarter finns listade.